# Даниеле, Пино
Джузеппе Даниеле (итал. Giuseppe Daniele), сценическое имя Пино Даниеле (итал. Pino Daniele; 19 марта 1955, Неаполь — 4 января 2015, Рим) — итальянский автор-исполнитель и гитарист.

## Биография
Родился в Неаполе, старший из пятерых братьев. В возрасте 14 лет начал играть на гитаре в группе, созданной вместе с друзьями. Осваивал инструмент сначала самостоятельно, затем в музыкальной школе. Участвовал в нескольких малоизвестных группах, в том числе в New Jet, созданной вместе с другом Джино Джильо (Gino Giglio). Этот коллектив участвовал в нескольких концертах и получил признание публики. В 1977 году EMI выпустила первый диск Даниеле Terra mia, который содержал композиции, долгое время имевшие наибольший успех — «'Na tazzulella 'e cafè» и «Napule è». В 1995 году он начал новый этап творческой биографии, отойдя от неаполитанской песни и начав сотрудничество с Джорджией Тодрани, Ирен Гранди, Джованотти и группой Almamegretta.
В 1980 году записал новый альбом Nero a Metà, имевший большой успех у публики и признанный музыкальной критикой лучшим его произведением. Для певца начался период выпуска успешных дисков и концертов, в том числе в парижском зале Олимпия, нью-йоркском Аполло. В том же 1980 году был удостоен чести открыть концерт Боба Марли на стадионе Сан-Сиро, а 19 сентября 1981 года Даниеле дал знаменитый концерт на Piazza del Plebiscito в Неаполе, где его слушали около 200 тыс. человек. Благодаря дружбе с Массимо Троизи вошёл в мир кино и написал музыку для нескольких фильмов, в том числе: «Начну с трёх» (Ricomincio da tre), «Пути Господни завершены» (Le vie del Signore sono finite), «Мне казалось, что это любовь» (Pensavo fosse amore invece era un calesse). В 1980-е годы у него был инфаркт, но медикам удалось его спасти.

## Личная жизнь
Первой женой Пино Даниеле была Дорина Джангранде (Dorina Giangrande) — она пела в хоре на записи диска Terra mia, у супругов было двое детей — Алессандро и Кристина. Позднее он женился на Фабиоле Шаббарази (Fabiola Sciabbarasi), с которой познакомился в 1992 году (ей тогда было 24 года и она работала моделью), от неё у Даниеле было трое детей: Сара, София и Франческо. В 2013 году Пино ушёл к Аманде Бонини (Amanda Bonini), о которой пресса мало что знала.

## Смерть и похороны
4 января 2015 года, когда Даниеле находился в своём доме в провинции Гроссето (Тоскана) с ним случился приступ инфаркта. Певец отказался от госпитализации в близлежащем Мальяно-ин-Тоскана и потребовал отвезти его в римский госпиталь Сант-Эудженио к своему кардиологу Акилле Гаспардоне (Achille Gaspardone), но в машине «скорой помощи» его состояние резко ухудшилось, и по прибытии в больницу действия по реанимации оказались безуспешными. 7 февраля 2015 года были опубликованы первые официальные итоги расследования прокуратуры: причиной смерти Даниеле стала закупорка искусственного сосуда, установленного ему ранее при операции аортокоронарного шунтирования, его жизнь можно было бы спасти в больнице поблизости от его дома.
30 декабря 2015 года прах Даниеле был перезахоронен в склепе, специально для этого построенном по проекту архитектора Андреа Спинелли (Andrea Spinelli) на кладбище в Мальяно-ин-Тоскана.

## Избранная дискография

### Студийные альбомы
- 1977 — Terra mia (EMI Italiana)
- 1979 — Pino Daniele (EMI Italiana)
- 1980 — Nero a metà (EMI Italiana)
- 1981 — Vai mò (EMI Italiana)
- 1982 — Bella 'mbriana (EMI Italiana)
- 1984 —  Musicante (EMI Italiana)
- 1985 — Ferryboat (Sciò Records-EMI Italiana)
- 1987 —  Bonne soirée (EMI Italiana)
- 1988 —  Schizzechea with love (EMI Italiana)
- 1989 — Mascalzone latino (EMI Italiana)
- 1991 — Un uomo in blues (CGD[итал.])
- 1991 —  Sotto 'o sole (CGD)
- 1993 —  Che Dio ti benedica (CGD)
- 1995 —  Non calpestare i fiori nel deserto (CGD)
- 1997 —  Dimmi cosa succede sulla terra (CGD)
- 1999 —  Come un gelato all’equatore (CGD)
- 2001 — Medina (RCA)
- 2004 —  Passi d’autore (RCA)
- 2005 — Iguana cafè (RCA)
- 2007 — Il mio nome è Pino Daniele e vivo qui (RCA)
- 2009 — Electric Jam (RCA)
- 2010 —  Boogie Boogie Man (RCA)
- 2012 —  La grande madre (Blue Drag)

### Записи концертов
- 1984 —  Sció live (EMI Italiana)
- 1994 —  E sona mo' (CGD)
- 2001 —  Pino Daniele Live @ RTSI
- 2002 — Concerto Medina Tour 2001 (RCA)
- 2002 —  In tour (с Франческо Де Грегори, Фьореллой Манойя и Росалино Челламаре[итал.]) (Blue Drag Records/BMG Ricordi)
- 2013 —  Tutta n’ata storia — Vai mo' — Live in Napoli (Blue Drag Records)